# フランコ・モディリアーニ
フランコ・モディリアーニ（Franco Modigliani、1918年6月18日 - 2003年9月25日）は、ローマで生まれ、アメリカに帰化したアメリカの経済学者。1985年にノーベル経済学賞を受けた。

## 略歴
- 1918年　ローマに生まれる。
- 17歳でローマ大学に進む。
- 1939年　ファシズムの台頭するイタリアでは1938年から1939年にかけて人種法が制定され、ユダヤ系であったモディリアーニは1939年にイタリアを離れた。
- 1939年　パリでSerenaと結婚する。
- 1939年　アメリカへ移住する。
- 1942年 - 1944年　コロンビア大学とバード・カレッジで経済学と統計学を教える。
- 1944年　ニュースクール・フォー・ソーシャルリサーチから社会科学博士（D．Soc.Sci.）の称号を受ける。
- 1946年　アメリカに帰化する。
- 1948年　イリノイ大学アーバナ・シャンペーン校で教える。
- 1950年代 - 1960年初め　カーネギーメロン大学教授として教える。
- 1962年　マサチューセッツ工科大学（MIT）のスローン・スクールの教授（Institute Professor）を務める。
- 1976年　アメリカ経済学会会長。
- 1985年　MITのJames R. Killian Faculty Achievement Awardを受ける。
- 1985年　ノーベル経済学賞を受賞。
- 2003年　マサチューセッツ州ケンブリッジで死去（85歳）。

## 業績
- 1944年に賃金固定モデルを発表した。
- 1954年に個人の消費と貯蓄のありかた（消費関数）についての「ライフサイクル仮説」を提出した。これは、ケインズが消費はその時点での所得に規定されると考えたのに対して、生涯所得の予想としての「恒常所得」が反省的に現在の消費を規定するという仮説である。
- カーネギーメロン大学在職中の1958年には、マートン・ミラーとともに定式化した企業財務に関する「モディリアーニ＝ミラーの定理」を発表した。これは、ある条件の下では企業の価値はその資本構成（資金調達が株式の発行によって行われるか借入によって行われるか）に影響されないことを証明するものである。

## 参考
- Franco Modigliani(英語）